# 歐洲議會議員
歐洲議會議員（英語：Member of the European Parliament）是指歐洲議會的代表。歐洲議會成立之初，歐洲聯盟成員國從自己的國民議會議員選出歐洲議會議員；然而自1979年以來，歐洲議會議員直接由普選選出。每個歐盟成員國都建立了自己選出歐洲議會議員的方式，但選舉日期全歐盟統一，一些國家的選舉制度隨著時間的推移和發生變化。主要的選舉方式包括地區和全國的政黨比例代表制或單記讓渡投票制。

## 選舉
每五年全體選一次。

## 工作、權利和薪酬
- 提出動議以解決問題的權利
- 向歐盟理事會，委員會和議會領導人提出問題的權利
- 向委員會提出對任何案文的修正案的權利
- 解釋投票的權利
- 提出程序問題的權利
- 移送不可受理事項的權利

議員的工資等同與他代表的國家之國會（如該國行兩院制則以下院作準）議員，故議員之間的薪金差距可以很大。然而，在2009年後，歐盟理事會為所有議員設定統一工資，當前歐洲議會議員稅後每月工資約為6,962.95 歐元、另外每月可支領約4,576 歐元的行政津貼。

## 政党团体

### 第六屆
第六届欧洲议会内的政党团体如下：
- PPE-DE（欧洲人民党（基督教民主党）和欧洲民主党）：288席
- PSE（欧洲社会党）：217席
- ALED（欧洲自由民主聯盟）：100席
- UEN（欧洲国家联盟）：43席
- Greens-EFA（欧洲绿党 - 欧洲自由联盟）：43席
- GUE-NGL（欧洲左派／北欧绿色左派联合阵线）：41席
- EDD（民主与多元欧洲）：22席
- 无党派（NI）：31席

### 當前
當前這屆議會政黨如下
- 歐洲人民黨 (182)
- 社會民主進步聯盟 (154)
- 歐洲自由民主聯盟 (108)
- 綠黨－歐洲自由聯盟 (74)
- 認同與民主 (73)
- 歐洲保守改革 (62)
- 歐洲聯合左翼/北歐綠色左翼 (41)
- 無所屬議員 (57)